# A Merca
A Merca és un municipi de la província d'Ourense a Galícia. Pertany a la comarca d'A Terra de Celanova.
| 4.975 | 5.463 | 6.016 | 5.054 | 2.341 |
| Fonts: INE i IGE (Els criteris de registre censal variaren i les dades de l'INE i de l'IGE poden no coincidir.) |       |       |       |       |